# Сейдол
Сейдо́л (болг. Сейдол) — село в Разградській області Болгарії. Входить до складу общини Лозниця.

## Населення
За даними перепису населення 2011 року у селі проживали 529 осіб.
Національний склад населення села:
| Національність   | Кількість осіб | Відсоток |
| ---------------- | -------------- | -------- |
| болгари          | 302            | 89,1%    |
| турки            | 10             | 2,9%     |
| цигани           | 3              | 0,9%     |
| інша             | 21             | 6,2%     |
| не визначились   | 3              | 0,9%     |
| Всього відповіли | 339            |          |

Розподіл населення за віком у 2011 році:
Динаміка населення: